# Ningaloo Reef
Das Ningaloo Reef (deutsch Ningaloo-Riff) ist ein über 250 km langes Korallenriff an der Westküste Australiens und ein UNESCO-Welterbe. Es erstreckt sich entlang der „Coral Coast“ und liegt – anders als zum Beispiel das berühmte Great Barrier Reef – ungewöhnlich nah vor der Küste. Das Ningaloo Riff ist an vielen Stränden kaum 100 m vom Festland entfernt, so dass es nicht nur für Taucher, sondern auch für Schwimmer und Schnorchler ein beliebtes Wassersportgebiet darstellt.
Das komplette Riff ist Teil des „Ningaloo Marine Parks“ und die Heimat von rund 220 Korallenarten. Jeden März findet dort das synchrone mass spawning – Ablaichen – der gesamten Korallen statt.
Natürlich bietet das Riff auch einer Vielzahl von Tieren Schutz. Neben zahlreichen tropischen Fischen (über 500 Arten soll es in dem Naturpark geben) zählen  Wasserschildkröten, Stachelrochen, Mantarochen, Dugongs und viele Arten von Haien – unter anderem verschiedene Arten von Riffhaien, aber auch Tigerhaie und Hammerhaie – zu den spektakulärsten Riffbewohnern.
Zwischen Juni und November ziehen Buckelwale an der Küste vorbei, von Mai bis Juli werden regelmäßig Walhaie in den Gewässern des Ningaloo Reefs gesichtet. Das touristische Coral Bay und das etwas ruhigere und rustikalere Exmouth gehören zu den Hauptanlaufstellen für Besucher des Riffs. An beiden Orten gibt es eine Vielzahl an Angeboten, Fahrten mit dem Glasbodenboot zu unternehmen, Tauch- oder Schnorchelausrüstung zu mieten, Tauchkurse zu belegen oder weitere Möglichkeiten für Besucher, Teile des Riffs zu erkunden.
Neben dem Riff selbst bietet auch die Marinestation – der bekannte „Navy Pier“ an der Spitze der Halbinsel – eine sehenswerte Unterwasserwelt für Taucher, wobei der Zugang reglementiert ist.
Am nördlichen Ende von Ningaloo Reef befindet sich Shoeman’s Sting, ein 60 m hohe Felsnadel, die knapp den Wasserspiegel erreicht.

## Fotos

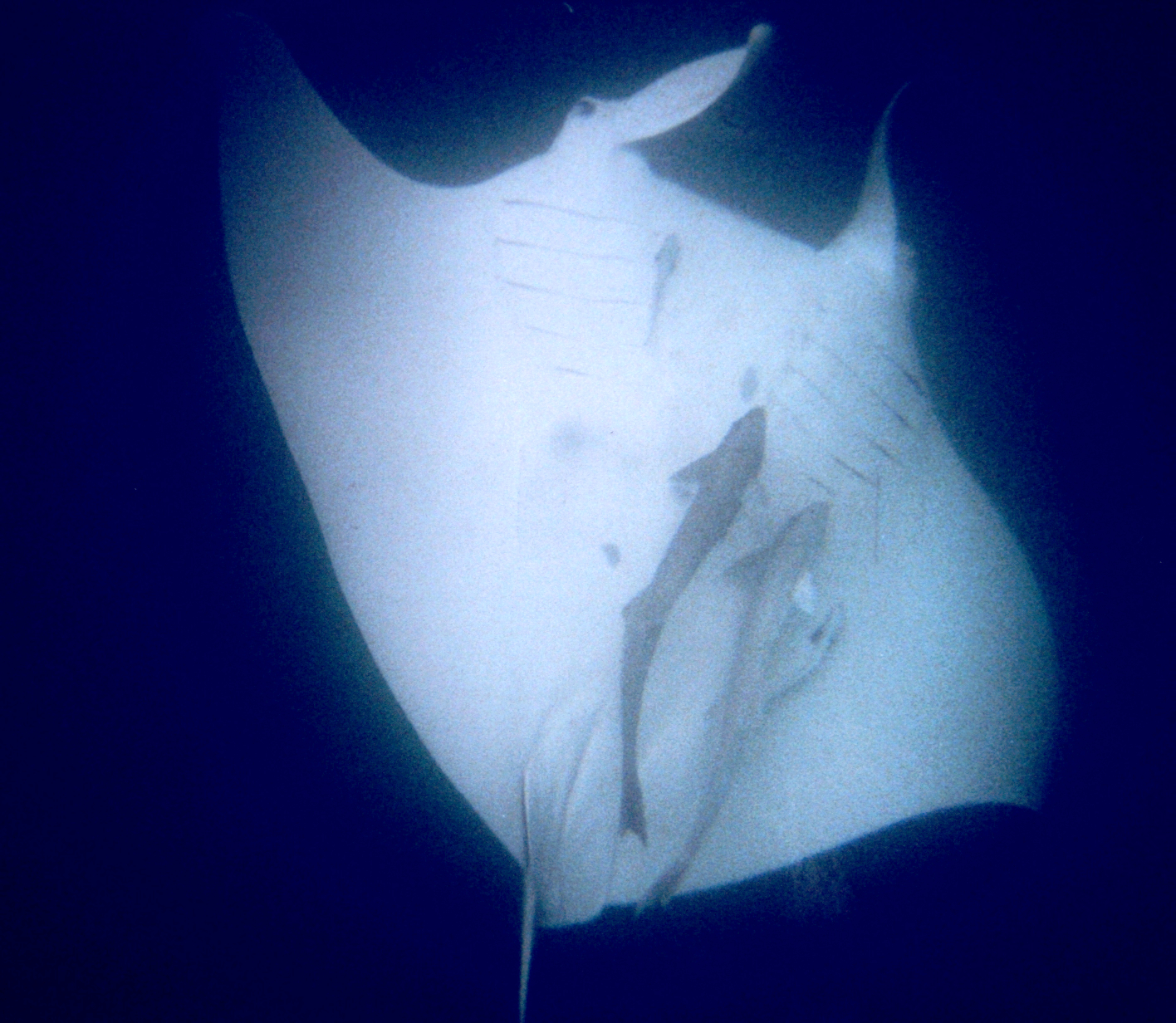
Mantarochen im Ningaloo Reef
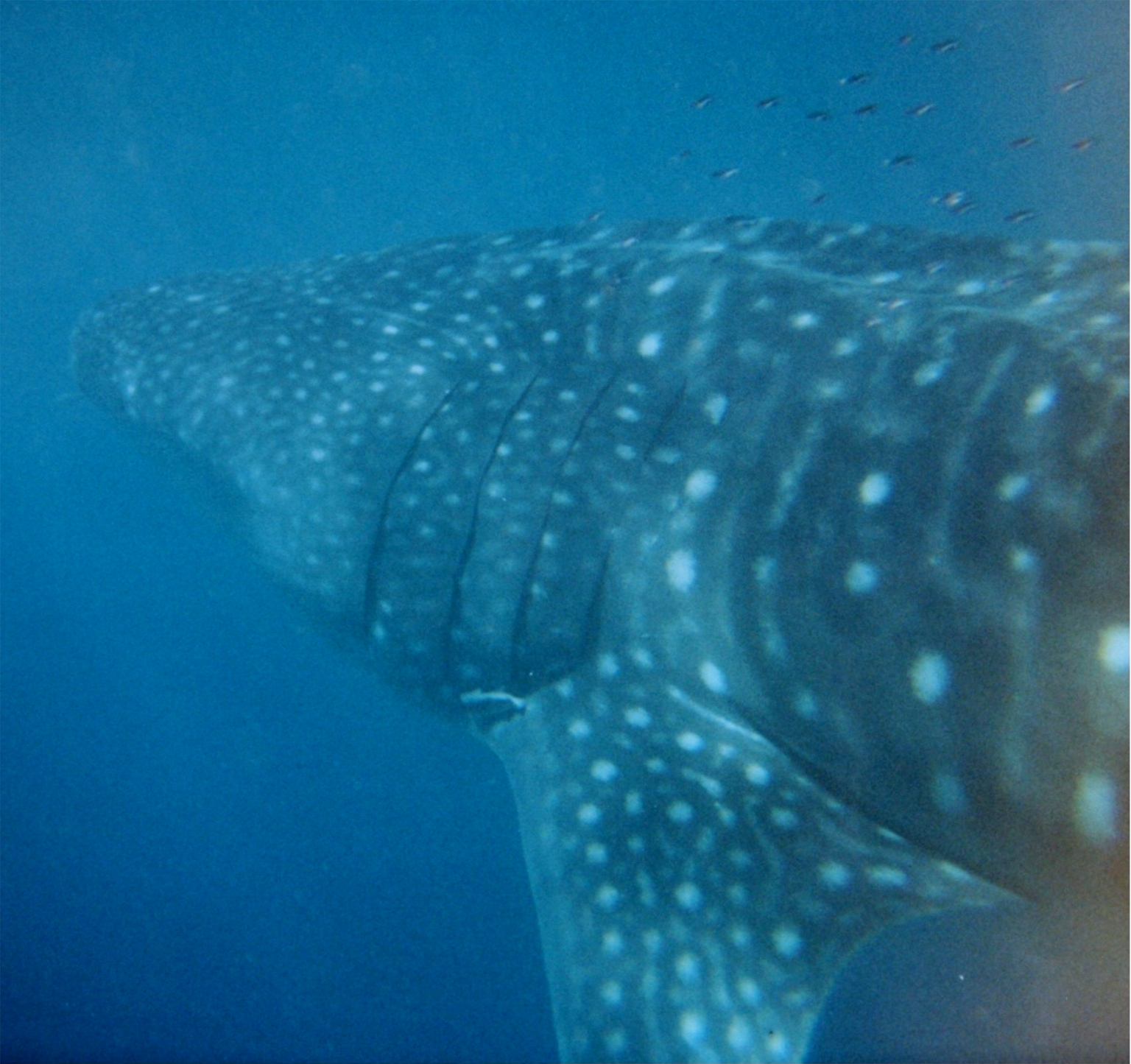
Walhai im Ningaloo Reef